# Wasserturm Essen-Bedingrade

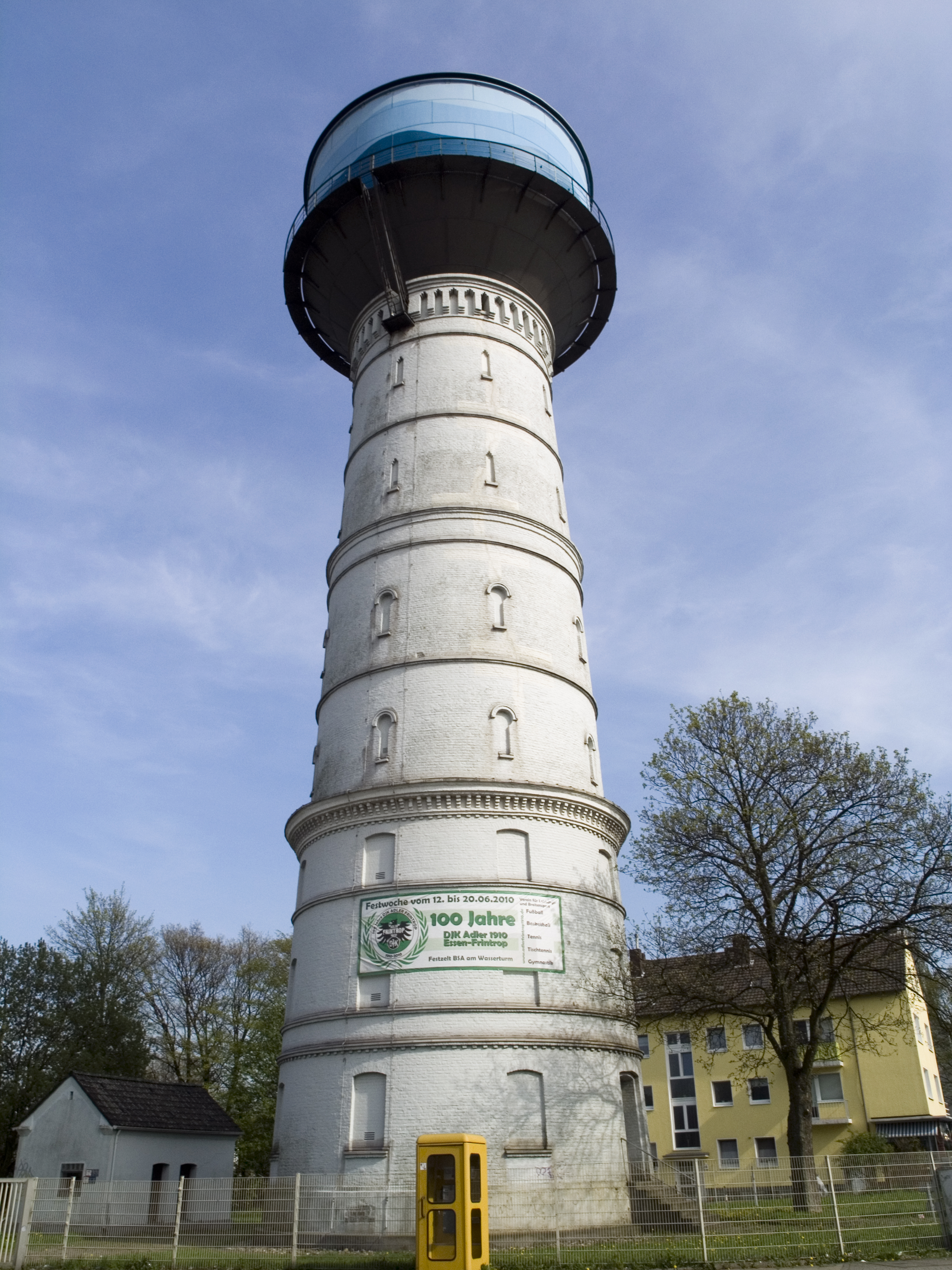
Wasserturm Bedingrade

Der 1897 fertiggestellte Wasserturm in Essen-Bedingrade befindet sich an der Frintroper Straße 326 und steht seit 1995 unter Denkmalschutz. Obwohl er auf Bedingrader Gebiet steht, wird er im Volksmund nach dem benachbarten Stadtteil als Frintroper Wasserturm bezeichnet.

## Geschichte

### Bauwerk

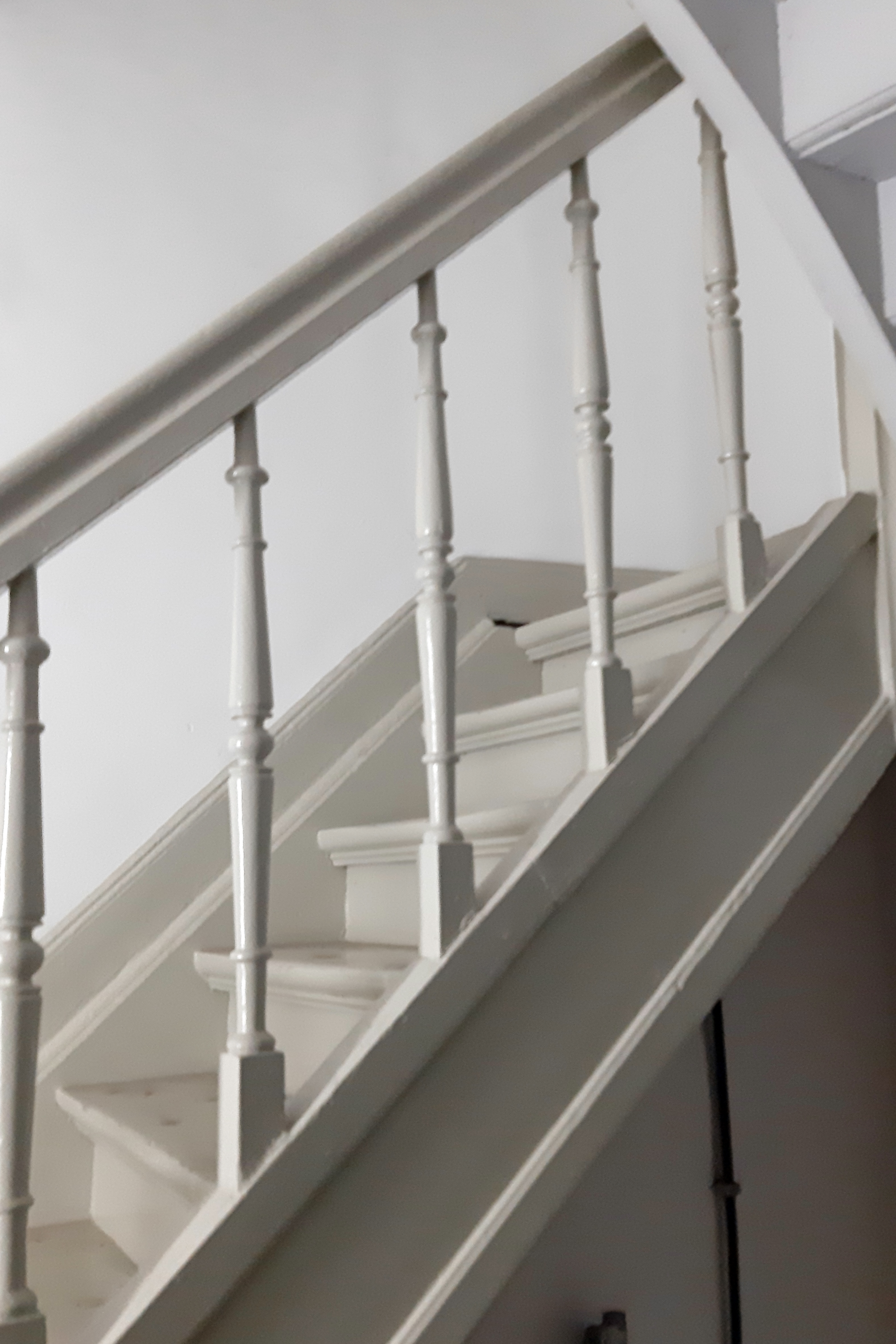
Treppenhaus im Innern

Der Turm mit einer Höhe von 44,15 Metern wurde 1897 an der Oberhausener Straße (seit 1915 Frintroper Straße) fertiggestellt und im Juli des Jahres in Betrieb genommen.
Auf kreisrundem Grundriss wurde er aus Backsteinen gemauert. Nach oben hin verjüngt sich sein Querschnitt. Der gemauerte Turm ist im unteren Bereich durch Gesimse und Blindfenster gegliedert, im mittleren Teil durch kleinere rundbogige und im oberen Teil durch spitzbogige Blendöffnungen. Oben schließt er mit einem spitzbogigen Fries ab. Aufgesetzt ist der Speicherbehälter aus Stahl mit einem Fassungsvermögen von rund einer Million Liter Wasser.
Am 12. Mai 1911 wurden der Kessel und das Innere des Turms durch einen Blitzeinschlag beschädigt. Im Rahmen einer Restaurierung des Wasserturms zwischen Juni und Oktober 1977 erhielt der Wasserbehälter seine heute charakteristische blaue Wellenornamentik. 1992 bekam der gemauerte Turm einen neuen Anstrich.
Am 12. Oktober 1995 wurde der Wasserturm als Baudenkmal in die Denkmalliste der Stadt Essen aufgenommen.

### Der Erbauer Hermann Koehne
Die Errichtung des Wasserturms durch den in Frintrop geborenen Bauunternehmer und Gemeindeverordneten Hermann Koehne (1860–1937) begann am 20. Oktober 1896 im Auftrag der Firma Thyssen, die eine Wasserversorgung für ihre Gladbecker Werke benötigte. Hermann Koehne war das älteste unter acht Kindern. Er hatte lediglich einen Volksschulabschluss. Es folgte die Heirat mit der Tochter eines Oberhausener Baumeisters, mit der er fünf Töchter und einen Sohn hatte. Sein Schwiegervater baute das alte Rathaus in Oberhausen, bei ihm war Hermann Koehne zunächst tätig. 1886 wurde Koehne Bahnmeister der Preußischen Staatseisenbahn und war dann maßgeblich am Aufbau des Frintrop-Dellwiger Güter- und Sammelbahnhofs beteiligt. 1893 gründete er sein eigenes Bauunternehmen und war unter anderem am Bau der St.-Josef-Kirche in Frintrop und der Duisburg-Ruhrorter Häfen beteiligt. Auch arbeitete er an der Zeche Prosper in Bottrop. Das Bauunternehmen Koehne geriet in der Zeit der Weltwirtschaftskrise an den Rand seiner Existenz, wurde aber durch Aufträge für den Bau der Staumauer des Baldeneysees Anfang der 1930er Jahre gerettet. Es entwickelten sich daraus bis heute Nachfolgefirmen durch Hermann Koehnes Nachfahren. Hermann Kohne war auch Gründungsmitglied des Bürger- und Verkehrsvereins Essen-Frintrop, Mitglied diverser lokaler Vereine und Mitglied im Kirchenvorstand von St. Josef sowie Präses des Kirchenchores. Ihm wurde das Päpstliche Laterankreuz verliehen.

## Funktion
Der bis heute in Betrieb befindliche Wasserturm gehört mit seiner Bauart in die Kategorie der Intze-2-Generation. Sein Wasser kommt nicht den Bewohnern des Stadtteiles, sondern den nördlich gelegenen Nachbarstädten Bottrop, Gladbeck und Dorsten zugute. Die Rheinisch-Westfälische Wasserwerksgesellschaft aus Mülheim an der Ruhr ist Betreiberin.

## Trivia
Die Werbegemeinschaft des Nachbarstadtteiles Frintrop benutzt ein Logo des so genannten Frinti, des Frintroper Wasserturms, obwohl dieser auf Bedingrader Gebiet steht.
Am 5. September 2019 wurde eine allabendliche LED-Beleuchtung des Turms offiziell im Beisein von Oberbürgermeister Thomas Kufen und dem Enkel des Turmbauers Hermann Koehne in Betrieb genommen. Im Rahmen eines Stadtteilentwicklungsprozesses begannen die Planungen im Jahr 2017. Realisiert wurde das Projekt durch Sponsoren. Seitdem wird der Wasserturm jeden Abend temperaturgesteuert in unterschiedlichen Farben angestrahlt.